# Иосиф (митрополит Киевский)
Митрополит Иосиф (XII—XIII век) — митрополит Киевский и всея Руси (1236—1240-е годы).
До назначения на русскую митрополию был епископом в Никее. Грек Иосиф был посвящён в митрополиты всея Руси патриархом Германом II в Никее и прибыл в Киев в 1236 году.
Возможно, на его время приходится учреждение епархии в Луцке, которое состоялось не позднее 1240 года. Неясно, удалился ли Иосиф к себе на родину с началом второго монгольского похода на Русь или погиб при взятии Киева 6 декабря 1240 года. Так или иначе, до 1245 года из Никеи не могли прислать нового митрополита, так как с 1240 по 1244 годы митрополичий престол был вакантен.